# Loma Larga Naranjos
Loma Larga Naranjos är en ort i Mexiko.   Den ligger i kommunen San Pedro el Alto och delstaten Oaxaca, i den sydöstra delen av landet, 500 km sydost om huvudstaden Mexico City. Loma Larga Naranjos ligger 1 102 meter över havet och antalet invånare är 142.
Terrängen runt Loma Larga Naranjos är bergig åt nordost, men åt sydväst är den kuperad. Terrängen runt Loma Larga Naranjos sluttar söderut. Runt Loma Larga Naranjos är det ganska glesbefolkat, med 38 invånare per kvadratkilometer. Närmaste större samhälle är Los Naranjos Esquipulas, 0,98 km nordväst om Loma Larga Naranjos. I omgivningarna runt Loma Larga Naranjos växer i huvudsak städsegrön lövskog.